# California Games
California Games is een computerspel dat werd ontwikkeld en uitgegeven door Epyx. Het spel kwam in 1987 uit voor de Amstrad CPC, Commodore 64 en MSX, maar later volgde ook andere homecomputers. In dit spel kunnen verschillende sporten gedaan worden, zoals skateboarden, surfen, rolschaatsen, frisbeeen en BMX-en. Het surfen wordt beoordeeld door scheidsrechters.

## Platforms
| Jaar | Platform                                              |
| ---- | ----------------------------------------------------- |
| 1987 | Amstrad CPC, Apple II, Commodore 64, MSX, ZX Spectrum |
| 1988 | Amiga, Apple IIgs, Atari 2600, DOS                    |
| 1989 | Atari ST, Lynx, NES, SEGA Master System               |
| 1991 | Sega Mega Drive                                       |
| 2005 | J2ME                                                  |
| 2008 | Virtual Console (Wii)                                 |

## Ontvangst
| Beoordeeld door                | Platform           | Datum           | Score |
| ------------------------------ | ------------------ | --------------- | ----- |
| Commodore User                 | Commodore 64       | september 1987  | 90%   |
| Computer and Video Games (CVG) | Atari ST           | juli 1991       | 80%   |
| Power Play                     | NES                | november 1991   | 77%   |
| Power Play                     | Lynx               | februari 1990   | 72%   |
| Power Play                     | Atari 2600         | juli 1988       | 70%   |
| Sega8bit.com                   | SEGA Master System | 12 januari 2005 | 70%   |
| CU Amiga                       | Amiga              | februari 1989   | 60%   |
| IGN                            | Lynx               | 6 juli 1999     | 60%   |
| Eurogamer.net (UK)             | Wii                | 11 april 2008   | 30%   |
| Power Play                     | Amstrad CPC        | maart 1988      | 25%   |

## Trivia
- Het spel is opgenomen in het boek 1001 Video Games You Must Play Before You Die van Tony Mott.